# Ken Bodendistel Character Award for Officials
Der Ken Bodendistel Character Award for Officials ist eine Auszeichnung der Ontario Hockey League (OHL). Sie wird seit 2013 jährlich an einen Schiedsrichter vergeben, der sich durch Leidenschaft, Führungsqualitäten, Professionalität und Respekt auf dem Spielfeld und abseits des Eises auszeichnet. Sie wurde zu Ehren von Ken Bodendistel ins Leben gerufen, der sich als Offizieller in der National Hockey League und vor allem als Ausbilder für Nachwuchs-Schiedsrichter aus der OHL verdient gemacht hatte.

## Liste der Gewinner
| Jahr    | Preisträger      |
| ------- | ---------------- |
| 2021/22 | Mike Hamilton    |
| 2020/21 | nicht vergeben   |
| 2019/20 | Jason Faist      |
| 2018/19 | Geoff Rutherford |
| 2017/18 | Kevin Hastings   |
| 2016/17 | Joe Celestin     |
| 2015/16 | Mike Cairns      |
| 2014/15 | Steve Corlyon    |
| 2013/14 | Sean Reid        |
| 2012/13 | Scott Oakman     |

## Quelle
- Ontario Hockey League Media Information Guide 2014–2015, S. 134.